# Žarko Jovanović
Žarko Jovanović (in serbo Жарко Јовановић?; Batajnica, 26 dicembre 1925 – Parigi, 26 marzo 1985) è stato un musicista e compositore serbo di origine rom, noto per aver composto l'inno rom Gelem, Gelem.

## Biografia
Jovanović è nato a Batajnica, sobborgo di Belgrado, nel 1925. Durante la seconda guerra mondiale fu imprigionato in tre campi. Successivamente si unì ai partigiani jugoslavi. Al tempo della guerra, Jovanović perse gran parte della sua famiglia. Si trasferì a Parigi il 21 febbraio 1964. 
Jovanović fu noto come attivista dei rom. Partecipò a due congressi del popolo romanì, uno nel 1971 vicino a Londra e l'altro nel 1978 a Ginevra. Nel secondo congresso rom fu nominato ministro della cultura rom. Era noto a Parigi per suonare una balalaika, uno strumento tradizionale russo. 
Morì a Parigi nel 1985. 